# Igor Jansen
Igor Jansen Cavalcanti Diniz, (Fortaleza, 15 de abril de 2004), más conocido como Igor Jansen, es un actor y cantante brasileño se dio a conocer cuando interpretó el personaje de João en As Aventuras de Poliana y Poliana Moça.

## Carrera
Igor Jansen nació el 15 de abril de 2004 em Fortaleza. El debut artístico de Igor Jansen tuvo lugar en 2016 cuando interpretó a Piolho en la comedia O Shaolin do Sertão. En 2018, el actor debutó en televisión en la telenovela infantil As Aventuras de Poliana. En la telenovela, el actor interpretó a João coprotagonista de la trama. As Aventuras de Poliana se mostró en SBT.
En 2023 se presentó a una audición para interpretar uno de los papeles centrales de la telenovela de seis capítulos No Rancho Fundo y posteriormente fue aprobado, debutando en TV Globo en 2024.

## Televisión

#### Televisión
| Año  | Título                         | Rol          | Notas  |
| ---- | ------------------------------ | ------------ | ------ |
| 2018 | As Aventuras de Poliana        | João         | [ 11 ] |
| 2021 | Além do Filtro Brasil          | Participante |        |
| 2021 | A Fantástica Máquina de Sonhos | João         |        |
| 2022 | Poliana Moça                   | João         |        |
| 2024 | No Rancho Fundo                |              |        |

### Cine
| Año  | Título                             | Personaje | Ref |
| ---- | ---------------------------------- | --------- | --- |
| 2016 | O Shaolin do Sertão                |           |     |
| 2018 | Cine Holliúdy 2: A Chibata Sideral | João      |     |
| 2023 | As Aventuras de Poliana – O Filme  | João      |     |
| 2023 | O Primeiro Natal do Mundo          | Arthur    |     |

## Discografía
- 2023: Vida de Novela[12]